# Evangelische Kirche (Sötern)

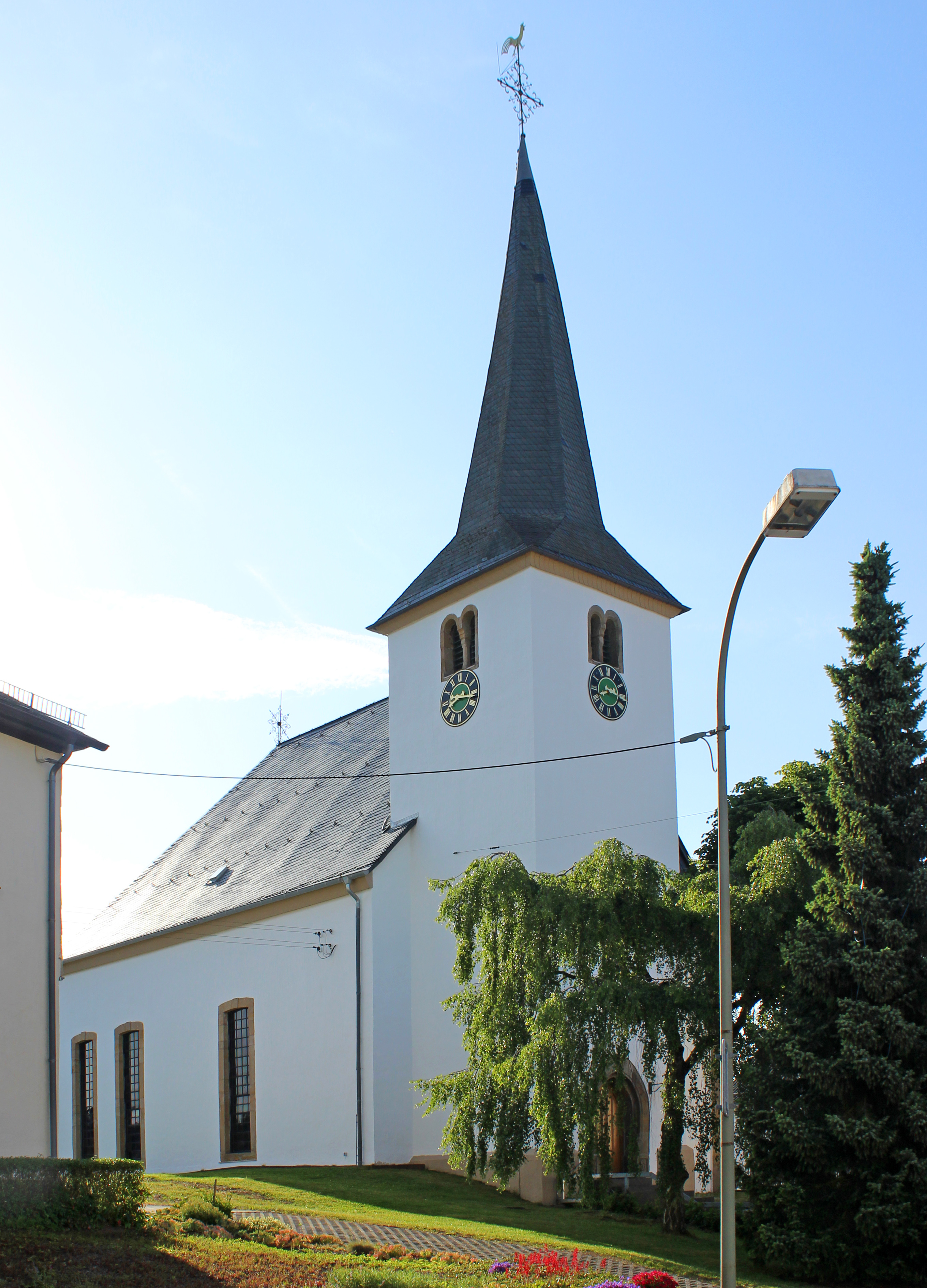
Evangelische Kirche Sötern

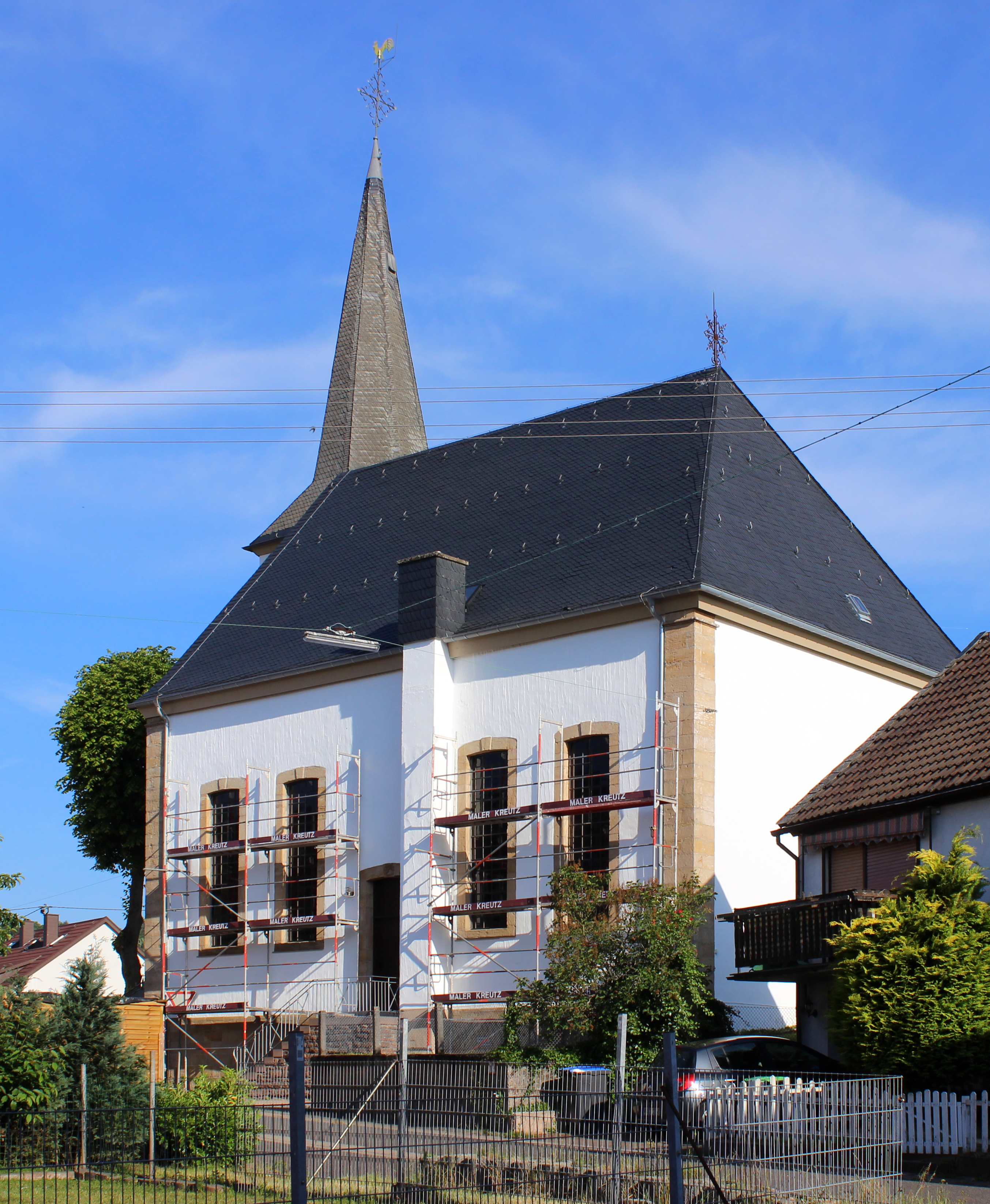
Weitere Ansicht der Kirche

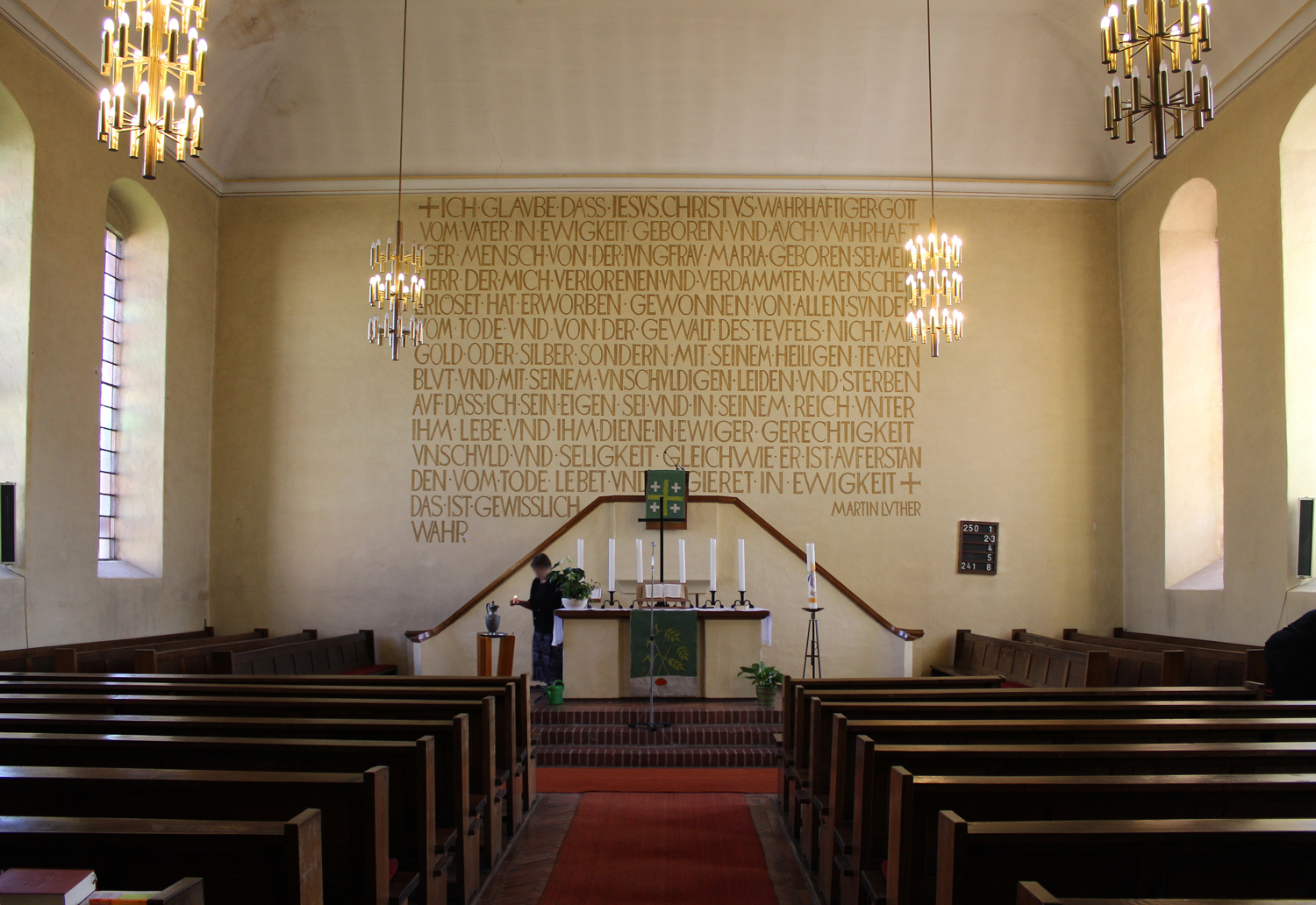
Blick in den Innenraum

Die Evangelische Kirche Sötern ist die Pfarrkirche der Evangelischen Kirchengemeinde in Sötern, einem Ortsteil der saarländischen Gemeinde Nohfelden, Landkreis St. Wendel. Die Kirchengemeinde ist dem Kirchenkreis Obere Nahe der Evangelischen Kirche im Rheinland zugeordnet. In der Denkmalliste des Saarlandes ist die Kirche als Einzeldenkmal aufgeführt.

## Geschichte
Die Kirche hat ihren Ursprung in einer bereits für das späte 13. Jahrhundert bezeugten Pfarrkirche, die dem heiligen Mauritius geweiht war. Seit Einführung des lutherischen Bekenntnisses in Sötern, dem Hauptort der im 13. Jahrhundert entstandenen Herrschaft Eberswald, fungiert das Gotteshaus als evangelische Pfarrkirche. Dies geschah noch vor 1559/60.
Durch die im Portal des Turmes zu findende Datierung aus dem Jahr 1578, sind für das letzte Viertel des 16. Jahrhunderts umfangreiche Baumaßnahmen an der Kirche belegt. Somit gehören diese zu den frühesten Zeugnissen des protestantischen Kirchenbaus im Saarland. Über Zerstörungen im Dreißigjährigen Krieg (1618–1648) und in den von Frankreich ausgehenden Auseinandersetzungen in der zweiten Hälfte des 17. Jahrhunderts ist nichts bekannt.
Das heutige Kirchenschiff wurde errichtet, nachdem am 27. März 1745 ein Brand das Gotteshaus zerstörte. Die Bauarbeiten, in deren Rahmen der Turm vermutlich seinen aktuellen Helm erhielt, zogen sich bis 1765 hin.

## Architektur und Ausstattung
Bei der evangelischen Kirche in Sötern handelt es sich um eine barocke Saalkirche mit vier Fensterachsen. Auf der Südseite weist das Gebäude Ecklisenen auf. Dort befindet sich auch ein weiteres Portal. Der Kirchturm mit spitzem Helm steht vor der Westseite des Kirchenschiffes, aber nicht mittig, sondern nach Norden hin versetzt. Die Innenwände des schlicht gestalteten Innenraums sind durch eine Hohlkehle mit einer Flachdecke verbunden. Auf der Westseite des Innenraums befindet sich eine hölzerne Empore. Ihr gegenüber vor der Ostwand steht der Altar mit darüberliegender Kanzel, die über eine doppelläufige Treppe zu erreichen ist.
Das Turmportal von 1578 weist sowohl gotische, als auch Formen der Renaissance auf.
Zur Ausstattung der Kirche zählen einige Epitaphien aus dem 17. Jahrhundert, die auf die Grablege derer von Hunolstein zurückgehen, einem Adelsgeschlecht, das von 1575 bis 1716 die Herrschaft Eberswald mit dem Hauptort Sötern regierte.
An der Wand hinter dem Kanzelaltar wurde ca. 1950 ein Zitat aus dem 1529 von Martin Luther verfassten kleinen Katechismus angebracht:

„Ich glaube, daß Jesus Christus, wahrhaftiger Gott vom Vater in Ewigkeit geboren und auch wahrhaftiger Mensch von der Jungfrau Maria geboren, sei mein Herr, der mich verlornen und verdammten Menschen erlöset hat, erworben, gewonnen [und] von allen Sünden, vom Tode und von der Gewalt des Teufels; nicht mit Gold oder Silber, sondern mit seinem heiligen, teuren Blut und mit seinem unschuldigen
Leiden und Sterben; auf daß ich sein eigen sei und in seinem Reich unter ihm lebe und ihm diene in ewiger Gerechtigkeit, Unschuld und Seligkeit, gleichwie er ist auferstanden vom Tode, lebet und regieret in Ewigkeit. Das ist gewißlich wahr.“

## Orgel

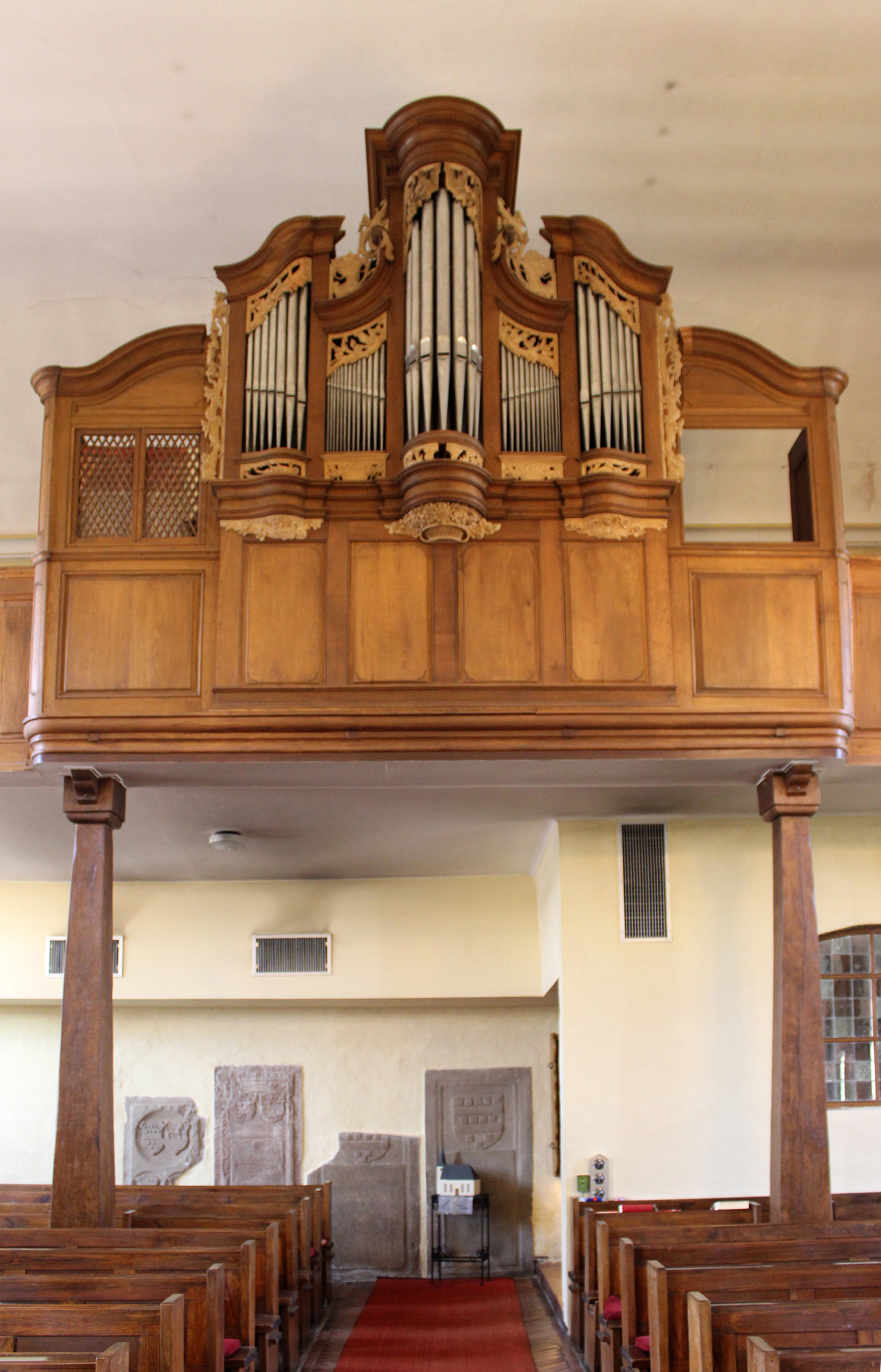
Stumm-Orgel von 1765

Die in die Brüstung der Empore integrierte Orgel mit ihrem barocken Gehäuse ist ein Werk der dritten Generation der Orgelbauerfamilie Stumm (Rhaunen-Sulzbach/Hunsrück) aus dem Jahr 1765, das ursprünglich 13 Register auf einem Manual und Pedal aufwies. 1889 soll ein umfangreicher Umbau des Instruments durch Gustav Stumm (Kirn) erfolgt sein, von dem aber weder bei einer Untersuchung der Orgel durch Jürgen Eppelsheim im Jahr 1968, noch bei einer Instandsetzung im Jahr 2004 Spuren gefunden werden konnten. Die Firma Oberlinger (Windesheim) führte 1930 einen eingreifenden Umbau durch, bei dem das Instrument pneumatische Windladen erhielt, die Disposition geändert und eine Umintonation vorgenommen wurde. Zu einem weiteren Umbau kam es im Jahr 1975 durch Gustav Cartellieri (Wittlich), der eine neue Manualwindlade, eine neue Mechanik sowie ein selbständiges Pedal einbaute und die Prospektpfeifen wiederbelebte. Als bislang letzte Maßnahme erfolgte im Jahr 2004 eine Instandsetzung durch Rainer Müller (Merxheim). Eine Rückführung auf den ursprünglichen Zustand konnte bislang aus finanziellen Gründen nicht vorgenommen werden.
Da vermutlich über die Hälfte des originalen Pfeifenbestandes der Werkstatt Stumm von 1765 erhalten blieb, handelt es sich bei dem Instrument um eine der ältesten Orgeln im Saarland.
Gegenwärtig verfügt das Schleifladen-Instrument über 12 Register, verteilt auf ein Manual und Pedal. Die Spiel- und Registertraktur ist mechanisch. Die Disposition lautet wie folgt:
| I Hauptwerk C–d3 |              |       |
| 1.               | Gedeckt      | 8′    |
| 2.               | Gamba        | 8′    |
| 3.               | Salicional   | 8′    |
| 4.               | Vox celestis | 8′    |
| 5.               | Principal    | 4′    |
| 6.               | Gedeckt      | 4′    |
| 7.               | Quinte       | 2 ⁄3′ |
| 8.               | Oktave       | 2′    |
| 9.               | Mixtur IV    | 1 ⁄3′ |
| 10.              | Trompete B/D | 8′    |

| Pedal C–f1 |         |     |
| 11.        | Subbass | 16′ |
| 12.        | Oktave  | 8′  |

- Koppeln: I/P

| Manual |                  |    |
| 1.     | Bourden          | 8′ |
| 2.     | Gamba            | 8′ |
| 3.     | Salicional       | 8′ |
| 4.     | Vox coelestis    | 8′ |
| 5.     | Principal        | 4′ |
| 6.     | Flaut            | 4′ |
| 7.     | Quint            | 3′ |
| 8.     | Octav            | 2′ |
|        | Superoctavkoppel |    |

| Pedal |               |    |
|       | Piano-Bourdon | 8′ |

Anmerkungen
1. ↑  Transmission und Windabschwächung aus dem Manual. Nur als Wechselzug zum angehängten Pedal.